# 博凯纳
博凯纳（葡萄牙語：Bocaina）是巴西皮奥伊州的一个市镇。总面积257.302平方公里，总人口4326人，人口密度16.8人/平方公里。